# Jorma Uotinen

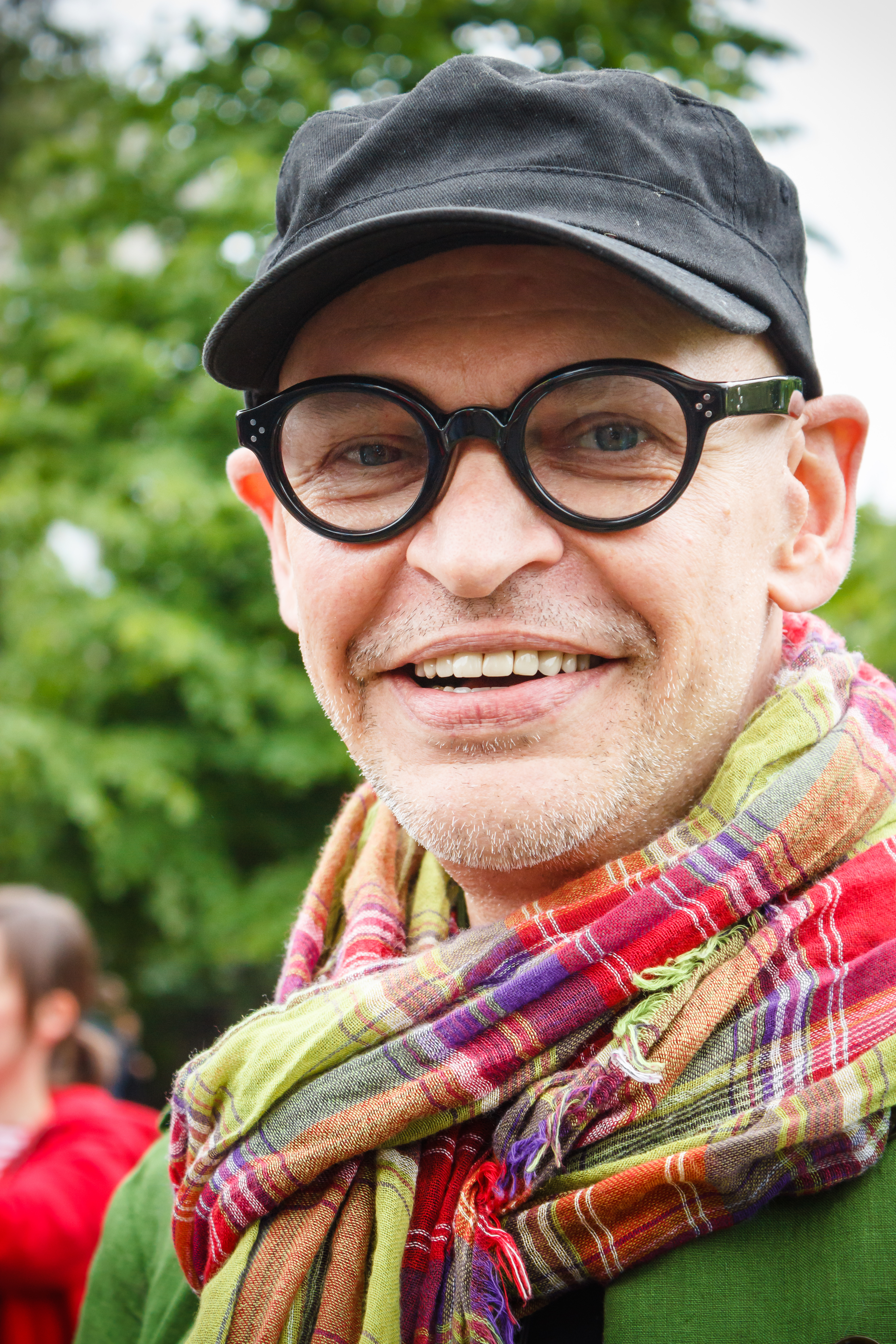
Jorma Uotinen, 2012

Jorma Uotinen (* 28. Juni 1950 in Pori) ist ein finnischer Tänzer, Choreograph und Schauspieler.

## Leben
Uotinen studierte an der Ballettschule der Finnische Nationaloper sowie in der Schweiz. Von 1970 bis 1976 hatte er ein Engagement beim Finnischen Nationalballett.
Seine erste Arbeit als Choreograph erfolgte 1974 mit der Choreographie Aspekteja zur Musik von Aulis Sallinen. Von 1976 bis 1980 gehörte er zur Groupe des Récherches Theatrales de`l Opera de Paris. Seinen künstlerischen Durchbruch erreichte er mit der 1980 auf der Helsinki-Festwoche erfolgten Uraufführung der Choreographie Unohdettu horisontti. In seinen lyrischen, sehr visuellen Arbeiten spielt Licht eine wichtige Rolle. Am Teatro La Fenice in Venedig war er von 1980 bis 1981 tätig. Von 1980 bis 1991 war er am Städtischen Theater in Helsinki zunächst als erster Tänzer und Choreograph, dann als künstlerischer Leiter der Tanzgruppe des Theaters tätig. Großen internationalen Erfolg hatte das Solo B12, das er 1989 für die nur männlich besetzte Choreographie Ballet Pathétique geschaffen hatte. 1992 wurde er Direktor des Finnischen Nationalballetts.
Zusätzlich wirkte Uotinen seit 1982 als Schauspieler in 16 Film- und Fernsehproduktionen mit. Für seine Darstellung des Ristilukki in dem von Heikki Partanen inszenierten Fantasyfilm Pessi und Illusia wurde er 1984 mit einer Auszeichnung als Bester Nebendarsteller für den nationalen Filmpreis Jussi bedacht.
Uotinen inszenierte auch außerhalb Finnlands, so 1979 und 1987 an der Pariser Oper, 1983 und 1985 an der La Scala und 1995 für die Internationalen Tanzwochen Wien.

## Choreographien (Auswahl)
- Aspekteja, 1974
- Unohdettu horisontti, 1980
- Frozen Dreams, 1987
- Ballet Pathétique, 1989
- Die Glassonate, 1994
- Hallayö, 1995

## Filmografie (Auswahl)
- 1983: Jünger Jesu (Jeesuksen pojat)
- 1984: Pessi und Illusia (Pessi ja Illusia)
- 2004: Pelikanmann (Pelikaanimies)